# Gilston
Gilston är en civil parish i Storbritannien.   Den ligger i grevskapet Hertfordshire och riksdelen England, i den sydöstra delen av landet, 40 km norr om huvudstaden London. Antalet invånare är 180. Arean är 3,9 kvadratkilometer.
Terrängen i Gilston är platt.